# Дикеосина
Дикеосина (IV век до н. э.) — дочь сиракузского тирана Дионисия Старшего, жена Лептина.

## Биография
Дикеосина была дочерью сиракузского тирана Дионисия Старшего от Дориды. Отец выдал её за своего брата Лептина, чтобы с ним примириться; таким образом, Дикеосина стала женой своего дяди. Точной информации о потомках Дикеосины в источниках нет. Однако в них упоминается сын Лептина по имени Алкет; тиран сицилийских городов Аполлония и Энгион по имени Лептин предположительно родился именно в этом браке.